# Bryum brachycladulum
Bryum brachycladulum là một loài rêu trong họ Bryaceae. Loài này được Müll. Hal. mô tả khoa học đầu tiên năm 1898.